# Olena Tsyhankova
Olena Tsyhankova (en ucraniano: Олена Циганкова; 23 de enero de 1999) es una deportista ucraniana que compite en piragüismo en las modalidades de aguas tranquilas y maratón.
Ganó cuatro medallas en el Campeonato Mundial de Piragüismo en Maratón, en los años 2023 y 2024, y cuatro medallas en el Campeonato Europeo de Piragüismo en Maratón entre los años 2023 y 2025.
Además, obtuvo una medalla de bronce en el Campeonato Mundial de Piragüismo de 2021, en la prueba de C4 500 m.

## Palmarés internacional
| Campeonato Mundial | Campeonato Mundial     | Campeonato Mundial | Campeonato Mundial |
| Año                | Lugar                  | Medalla            | Competición        |
| ------------------ | ---------------------- | ------------------ | ------------------ |
| 2021               | Copenhague (Dinamarca) | Medalla de bronce  | C4 500 m           |

| Campeonato Mundial | Campeonato Mundial       | Campeonato Mundial | Campeonato Mundial |
| Año                | Lugar                    | Medalla            | Competición        |
| ------------------ | ------------------------ | ------------------ | ------------------ |
| 2023               | Vejen (Dinamarca)        | Medalla de plata   | C1                 |
| 2023               | Vejen (Dinamarca)        | Medalla de bronce  | C1 (DC)            |
| 2024               | Metković (Croacia)       | Medalla de bronce  | C1                 |
| 2024               | Metković (Croacia)       | Medalla de bronce  | C1 (DC)            |
| Campeonato Europeo |                          |                    |                    |
| Año                | Lugar                    | Medalla            | Competición        |
| 2023               | Slavonski Brod (Croacia) | Medalla de plata   | C1 (DC)            |
| 2024               | Poznań (Polonia)         | Medalla de plata   | C1 (DC)            |
| 2025               | Ponte de Lima (Portugal) | Medalla de oro     | C1                 |
| 2025               | Ponte de Lima (Portugal) | Medalla de bronce  | C1 (DC)            |